# Am Anfang war das Feuer
Am Anfang war das Feuer (Originaltitel: La Guerre du feu) ist ein Abenteuerfilm von 1981 frei nach der Romanvorlage von J.-H. Rosny aîné unter der Regie von Jean-Jacques Annaud.

## Handlung
Erzählt werden die Erlebnisse einer kleinen Gruppe Neandertaler während der Steinzeit. Der Stamm der „Ulamm“ wird von einer Gruppe Homo erectus, den Wagabu, überfallen. Für die wenigen überlebenden Ulamm ist es ein zusätzliches großes Unglück, dass ihnen nach dem Kampf das Feuer ausgeht, denn sie kennen die Technik nicht, ein neues Feuer zu entfachen. Ihnen droht der Tod durch Kälte und wilde Tiere, die nun nicht mehr durch das Feuer abgehalten werden können. Daher werden die drei jungen Jäger Naoh, Amoukar und Gaw ausgesandt, um nach neuem Feuer zu suchen und es dem Stamm zu bringen.
Auf ihrer gefährlichen Wanderung fliehen sie zuerst vor zwei Säbelzahnkatzen und retten sich auf einen Baum, auf dem sie längere Zeit verbleiben müssen. Danach entdecken sie eine Rauchwolke und versuchen in der Asche des mittlerweile kalten Feuers Glut zu finden. Stattdessen finden sie Fleischreste, von denen sie essen, bis sie einen menschlichen Schädel finden und damit entdecken, dass es sich um Reste eines kannibalischen Mahles handelt. Sie folgen den Kannibalen des Kzamm-Stammes zu ihrem nächsten Rastplatz, wo Amoukar und Gaw die Stammesangehörigen ablenken und Naoh versucht, das Feuer zu bekommen. Dabei tötet er zwei Kzamm, zugleich befreit er ein Pärchen der Cro-Magnon-Menschen der Ivaka, die von den Kannibalen gefangen gehalten und gegessen werden (dem Mann fehlt bereits ein Arm). Ika, die Frau, folgt den Ulamm und schließt sich ihnen an. Die Kzamm verfolgen die Ulamm und stellen diese – gleichzeitig erscheint eine Herde Mammuts, und Naoh gelingt es, das Leittier zu besänftigen und so die Kzamm zu vertreiben.
An einem Abend wird Ika von Naoh vergewaltigt, danach verschwindet sie. Auf seiner Wanderung zurück zum Stamm kehrt Naoh um, um Ika wieder zu finden. Er trifft auf Hütten der Ivaka, dabei versinkt er in einem  Schlammloch, so dass die Ivaka ihn gefangen nehmen können. Nachdem sich Naoh mit einigen weiblichen Mitgliedern des Stammes vor aller Augen auf Drängen des Stammesältesten paart, versucht Ika sich ihm zu nähern. Kurz danach begleitet Naoh ein männliches Stammesmitglied und lernt von diesem (zumindest augenscheinlich) das Feuermachen mithilfe der Technik des Feuerbohrens sowie weitere Fertigkeiten. Amoukar und Gaw, die Naoh gefolgt sind, versinken ebenfalls im Schlamm und werden von den Ivaka herausgezogen. Gemeinsam können sie sich  befreien. Ika bemerkt die Flucht, bewahrt die drei davor, erneut im Schlamm zu versinken und schließt sich anschließend freiwillig an. Dies führt dazu, dass sie sich mit Naoh verpaart.
Kurz darauf treffen sie auf Ulamm-Jäger, angeführt durch Naohs Rivalen um die Führung des Stammes, Aghoo. Gaw wird von einem Höhlenbären schwer verletzt, und die Gruppe wird von Aghoo und seinen Männern angegriffen, kann sich jedoch mit Hilfe der modernen Speere der Ivaka, die mittels Speerschleudern wesentlich treffsicherer und weiter geworfen werden können, wehren und die Jäger töten. Sie kehren heim zu ihrem Stamm, wo sie das erbeutete Feuer übergeben, das jedoch durch einen Unfall in einem Wasserloch gelöscht wird. Naoh und Ika zeigen den Ulamm, wie man Feuer macht und werden Anführer des Stammes. Zum Ende erzählt Amoukar von den Erlebnissen der drei Männer auf der Suche nach dem Feuer. In den letzten Szenen werden Naoh und Ika in zärtlicher Umarmung gezeigt, Ika ist schwanger, und Naoh streichelt ihren Bauch.

## Hintergrund
Der gesamte Film kommt ohne ein dem Zuschauer verständliches Wort aus. Die verwendete konstruierte Sprache der Steinzeitmenschen ist eine Erfindung des Schriftstellers Anthony Burgess. Der Verhaltensforscher Desmond Morris beriet die Schauspieler dabei, eine urtümlich wirkende Körpergestik an den Tag zu legen, unter anderem wurde besonders bei den Neandertalern auf die Körperhaltung geachtet. Auch auf Glaubwürdigkeit wurde großer Wert gelegt.
Unter Wissenschaftlern wurde lange die Frage diskutiert, ob Neandertaler und moderne Menschen sexuellen Kontakt gehabt haben; im Mai 2010 wurde diese Frage von Wissenschaftlern um Svante Pääbo gelöst. Dabei stellte sich überraschend heraus, dass diese Frage mit Ja zu beantworten sei: Die genetischen Gemeinsamkeiten zwischen Neandertalern und Menschen außerhalb Afrikas sind größer als die Gemeinsamkeiten zwischen Neandertalern und Afrikanern.
Roland Emmerich nannte seine Liebe zu Annauds Film als einen der Haupteinflüsse auf seinen Film 10.000 B.C. aus dem Jahr 2008.

## Kritiken
Das Lexikon des internationalen Films beschrieb den „handwerklich sorgfältig gestalteten Abenteuerfilm“ als „aufwendig, spannend und auch anregend“, der „mit einigen krassen Gewaltszenen schockiert“. Cinema bezeichnete den Film als „bildgewaltigen Evolutions-Thriller“ und bescheinigte den Darstellern „Glaubwürdigkeit“.

## Auszeichnungen (Auswahl)
Von sechs Nominierungen gewann der Film 1982 zwei Césars für die Beste Regie und den Besten Film. Im Folgejahr 1983 gewannen Sarah Monzani und Michèle Burke den Oscar sowie gemeinsam mit Christopher Tucker den BAFTA Film Award für das Beste Make-Up. Bei den Genie Awards konnte er sich 1983 in fünf Kategorien gegen die Konkurrenz durchsetzen.

## Rezeption
Die britische Heavy-Metal-Band Iron Maiden verarbeitete den Filmstoff in dem Song Quest for Fire, erschienen 1983 auf dem Album Piece of Mind.